# Polydiscidium martynii
Polydiscidium martynii är en svampart som beskrevs av Wakef. 1934. Polydiscidium martynii ingår i släktet Polydiscidium och familjen Helotiaceae.   Inga underarter finns listade i Catalogue of Life.